# Fodina infractafinis
Fodina infractafinis là một loài bướm đêm trong họ Noctuidae.